# Zivilprozessrecht (Deutschland)
Das Zivilprozessrecht der Bundesrepublik Deutschland umfasst als Rechtsgebiet alle gesetzlichen Bestimmungen, die den formalen Ablauf von Gerichtsverfahren in zivilrechtlichen Streitigkeiten zum Gegenstand haben. Es wird daher als formelles Zivilrecht bezeichnet. Es dient der Ermittlung und Durchsetzung von Rechten und Ansprüchen, die sich aus dem materiellen Zivilrecht ergeben.
Im Zivilprozess streiten zwei Parteien, Kläger und Beklagter, vor den ordentlichen Gerichten über ihre bürgerlich-rechtlichen Rechte. Der Prozess soll diesen Streit verbindlich klären. Hierzu erfolgt vor Gericht ein Erkenntnisverfahren, in dem der Sachverhalt aufgeklärt und rechtlich beurteilt wird. Stellt das Gericht das Bestehen eines Anspruchs fest, folgt im Anschluss ein Vollstreckungsverfahren, in dem die gerichtliche Entscheidung zwangsweise durchgesetzt wird.

## Rechtsquellen und systematische Einordnung
Die konkurrierende Gesetzgebungskompetenz erstreckt sich gemäß Art. 74 Abs. 1 Nr. 1, Art. 72 Abs. 1 des Grundgesetzes (GG) auf die Gerichtsverfassung und das gerichtliche Verfahren. Um zentrale bundesgesetzliche Rechtsquellen des deutschen Zivilprozessrechts handelt es sich bei der Zivilprozessordnung (ZPO) und dem Gerichtsverfassungsgesetz (GVG). Beide Gesetze traten am 1. Oktober 1879 in Kraft und vereinheitlichten das nach der Reichsgründung von 1871 noch stark zersplitterte Verfahrensrecht. In der Folgezeit wurden sie vielfach geändert. Nach dem Zweiten Weltkrieg wurden sie mit Wirkung zum 1. Oktober 1950 in der Bundesrepublik Deutschland neu bekanntgemacht. 2002 erfolgte mit dem Gesetz zur Reform des Zivilprozesses eine umfangreiche Reform der Zivilprozessordnung.
Die Zivilprozessordnung regelt den Ablauf des Zivilverfahrens. Sie enthält Vorgaben darüber, wie eine Klage erhoben wird, ob eine Partei sich eines Rechtsanwalts vor Gericht bedienen muss, wie Beweise zu erheben sind und in welcher Form das Gericht entscheidet. Zudem regelt es die Zwangsvollstreckung. Das Gerichtsverfassungsgesetz enthält das Gerichtsverfassungsrecht, das Aufbau und Zuständigkeit der Gerichte zum Gegenstand hat.
Darüber hinaus sind im Zivilverfahren das Grundgesetz sowie die Europäische Menschenrechtskonvention (EMRK) zu beachten. Weist der zu entscheidende Fall Auslandsbeziehung auf, sind zudem die Regeln des autonomen Internationalen Zivilverfahrensrechts (IZVR) sowie europaweit einheitliche EG-Richtlinien zu beachten.
Für zivilrechtliche Streitigkeiten im Bereich des Arbeitsrechts ist das Verfahrensrecht wegen vieler Besonderheiten separat im Arbeitsgerichtsgesetz (ArbGG) geregelt, das arbeitsrechtliche Streitigkeiten den Arbeitsgerichten zuweist. Gemäß § 46 Abs. 2 S. 1 ArbGG finden die Vorgaben der ZPO allerdings subsidiär auf das Verfahren vor den Arbeitsgerichten Anwendung. Sondervorschriften bestehen ebenfalls für Verfahren in Familiensachen und in Angelegenheiten der freiwilligen Gerichtsbarkeit.

## Erkenntnisverfahren
Der Zivilprozess dient der Umsetzung des ungeschriebenen Justizgewährleistungsanspruchs, indem es dem Einzelnen die Möglichkeit gibt, seine Rechte gerichtlich durchzusetzen und sich gegen unberechtigte Inanspruchnahme zu verteidigen. Dieser Anspruch ergibt sich daraus, dass es dem Einzelnen wegen des staatlichen Gewaltmonopols grundsätzlich untersagt ist, seine Rechte eigenständig mittels Zwangsanwendung durchzusetzen. So erhält das Zivilprozessrecht die rechtsstaatliche Ordnung aufrecht. Zudem dient das Zivilverfahren der Durchsetzung des objektiven Rechts. Schließlich soll es durch eine verbindliche Entscheidung am Verfahrensende Rechtssicherheit sowie Rechtsfrieden schaffen.
Um diese Ziele zu erreichen, beginnt der Zivilprozess mit einem Erkenntnisverfahren. Dort soll das Gericht den Rechtsstreit auf der Grundlage des materiellen Rechts zwischen den Beteiligten verbindlich entscheiden.

### Parteien des Rechtsstreits
Die Parteien des Rechtsstreits werden Kläger und Beklagter genannt. Beim Kläger handelt es sich um die Partei, die in eigenem Namen Klage erhebt. Beklagter ist derjenige, gegen den sich eine Klage richtet. Die Parteieneigenschaft ist demnach an die formelle Stellung der Beteiligten im Prozess geknüpft. Daher spricht man vom formellen Parteienbegriff.

#### Parteifähigkeit
Im Zivilprozess kann nur derjenige Partei sein, der nach Maßgabe des § 50 ZPO parteifähig ist.
Gemäß § 50 Abs. 1 ZPO ist parteifähig, wer rechtsfähig ist, also Träger von Rechten und Pflichten sein kann. Dies trifft auf natürliche und juristische Personen zu sowie auf Offene Handelsgesellschaften, Kommanditgesellschaften und Europäische wirtschaftliche Interessenvereinigungen. Die Rechtsfähigkeit der Gesellschaft bürgerlichen Rechts ist im Gesetz zwar nicht vorgesehen, in der Rechtsprechung allerdings aus praktischen Gründen anerkannt. Daher ist diese auch parteifähig. Gemäß § 50 Abs. 2 ZPO ist schließlich der nicht-rechtsfähige Verein parteifähig.

#### Prozessfähigkeit
Prozessfähigkeit bezeichnet die Fähigkeit, einen Prozess eigenständig zu führen. Sie ist erforderlich, um im Prozess wirksam handeln zu können.
Prozessfähig ist gemäß § 52 ZPO, wer unbeschränkt geschäftsfähig ist. Dies trifft auf natürliche Personen zu, die mindestens 18 Jahre alt sind; ausgenommen sind hiervon Personen, denen im Prozess ein Betreuer (§ 1902 BGB) oder Pfleger (§ 1915, § 1793 BGB) zugeordnet ist. Fehlt es einer Partei an der Prozessfähigkeit, muss sie Prozesshandlungen durch ihren gesetzlichen Vertreter vornehmen lassen. Ein Minderjähriger wird etwa gemäß § 1626 Abs. 1 S. 1, § 1629 Abs. 1 S. 1 BGB durch seine Eltern vertreten.
Eine Vertretung im Prozess kann auch auf freiwilliger Basis erfolgen; hiebei spricht man von gewillkürter Vertretung. Sie wird durch Erteilung einer Prozessvollmacht (§ 80 ZPO) begründet und bewirkt gemäß § 85 ZPO, dass Handeln und Verschulden des Bevollmächtigten dem Vertretenen zugerechnet werden.

#### Prozessführungsbefugnis und Sachlegitimation
Der Begriff Prozessführungsbefugnis bezeichnet die Befugnis, im eigenen Namen einen Prozess über ein Recht zu führen. Mangelnde Prozessführungsbefugnis führt zur Unzulässigkeit einer Klage.
Grundsätzlich dürfen nur die Beteiligten des strittigen Rechtsverhältnisses über dieses prozessieren. Ein Dritter ist hierzu befugt, wenn eine Prozessstandschaft vorliegt. Eine solche kann sich aus gesetzlicher Anordnung ergeben. Diesbezüglich wird zwischen Prozessstandschaft im fremden und im eigenen Interesse unterschieden. Erstere Fallgruppe umfasst Parteien kraft Amtes, etwa den Insolvenzverwalter (§ 80 InsO), den Zwangsverwalter (§ 152 ZVG), den Nachlassverwalter (§ 1984 BGB) und den Testamentsvollstrecker (§ 2212 BGB). Letztere Fallgruppe umfasst beispielsweise den Mitgläubiger (§ 432 BGB), den Miteigentümer (§ 1011 BGB), den Miterben (§ 2039 BGB) und den Ehegatten (§ 1368 BGB).
Lässt sich aus dem Gesetz keine Befugnis zur Prozessstandschaft herleiten, kann der Rechtsinhaber einen Dritten zur Prozessstandschaft ermächtigen; man spricht dann von gewillkürter Prozessstandschaft. Diese setzt voraus, dass der Berechtigte den Dritten zur Prozessführung ermächtigt und dass dieser ein eigenes rechtliches Interesse am Prozess hat. Durch das letztgenannte Kriterium soll verhindert werden, dass sich eine Partei auf Kosten des anderen Vorteile erschleicht, die ihr nach dem Gesetz nicht zustehen. Während die gewillkürte Prozessstandschaft auf Klägerseite in der Rechtswissenschaft weitgehend anerkannt ist, ist umstritten, ob sie auch auf Beklagtenseite möglich ist.
Vereinzelt räumt das Gesetz Verbänden zum Schutz öffentlicher Interessen eigene Rechte ein, die diese mittels Verbandsklagen durchsetzen können. Solche sind etwa im Bereich des Verbraucherschutzes möglich. Da Verbände hierbei aus eigenem Recht vorgehen, handelt es sich um keine Form der Prozessstandschaft.
Streng von der Prozessführungsbefugnis ist die Sachlegitimation zu unterscheiden. Bei dieser geht es um die Frage, ob nach materiellem Recht dem Kläger das behauptete subjektive Recht zusteht (Aktivlegitimation) und ob es sich gegen den Beklagten richtet (Passivlegitimation). So ist beispielsweise bei einer auf § 985 BGB gestützten Herausgabeklage der Eigentümer aktiv- und der Besitzer passivlegitimiert. Mangelnde Sachlegitimation führt zur Unbegründetheit einer Klage.

#### Postulationsfähigkeit
Als Postulationsfähigkeit wird die Fähigkeit bezeichnet, Prozesshandlungen in eigener Person vorzunehmen. Fehlt es einer Partei an Postulationsfähigkeit, kann sie im Prozess nicht selbst handeln, sondern ist hierfür auf einen Vertreter angewiesen.
Vor dem Amtsgericht ist eine Partei postulationsfähig. Vor dem Landgericht, dem Oberlandesgericht und dem Bundesgerichtshof ist hingegen gemäß § 78 Abs. 1 ZPO die Vertretung durch einen Rechtsanwalt erforderlich. Hierdurch soll sichergestellt werden, dass die Parteien in komplexeren Fällen eine juristische Beratung erhalten und dass das Verfahren von allen Beteiligten fachkundig geführt wird.

#### Streitgenossenschaft (subjektive Klagehäufung)
Klagen mehrere Personen gemeinsam oder werden mehrere Personen gemeinsam verklagt, besteht zwischen ihnen Streitgenossenschaft (auch: subjektive Klagehäufung). Das Gesetz unterscheidet zwischen einfacher und notwendiger Streitgenossenschaft.

##### Einfach
Der Zweck der einfachen Streitgenossenschaft besteht darin, über eine Klage von oder gegen mehrere Personen möglichst prozessökonomisch und zweckmäßig zu verhandeln. Zu diesem Zweck eröffnen § 59, § 60 ZPO den Parteien in bestimmten Fällen, in denen eine Behandlung mehrerer Streitfragen innerhalb eines Prozesses sachgerecht ist, die Möglichkeit, eine einfache Streitgenossenschaft zu bilden. Das Gesetz sieht dies vor bei Bestehen einer Rechtsgemeinschaft zwischen den Streitgenossen, bei identischer Grundlage ihrer Berechtigung oder Verpflichtung sowie bei Gleichartigkeit ihrer Ansprüche oder Pflichten. Ungeschriebene Voraussetzungen der einfachen Streitgenossenschaft sind das Vorliegen einer gleichen Prozessart und das Fehlen eines Verbindungsverbotes, wie aus § 260 ZPO analog gefolgert wird. Wird eine Klage von oder gegen eine einfache Streitgenossenschaft erhoben, obwohl deren Voraussetzungen nicht vorliegen, erfolgt gemäß § 145 Abs. 1 ZPO eine Trennung der Prozesse.
Besteht eine einfache Streitgenossenschaft, erfolgen eine gemeinschaftliche Verhandlung und eine einheitliche Beweiswürdigung. Die Prozesse der jeweiligen Streitgenossen bleiben allerdings gemäß § 61 ZPO rechtlich selbständig, sodass das Verhalten des einen keinen Einfluss auf die prozessuale Stellung des anderen hat.

##### Notwendig
In Fällen der notwendigen Streitgenossenschaft ist eine einheitliche Entscheidung des Gerichts gegenüber den Streitgenossen erforderlich. Gemäß § 62 Abs. 1 ZPO kann sich die Notwendigkeit einer Streitgenossenschaft aus prozessualen und aus sonstigen Gründen ergeben.
Prozessual notwendig ist eine Streitgenossenschaft gemäß § 62 Abs. 1 Var. 1 ZPO, wenn das streitige Rechtsverhältnis allen Streitgenossen gegenüber im Ergebnis gleich entschieden werden muss. Auf Leo Rosenberg geht die Formulierung zurück, dass die Rechtskrafterstreckung bei einem gedachten Nacheinander von Prozessen zur notwendigen Streitgenossenschaft beim Miteinander der Prozesse führt. Dies trifft etwa zu, wenn Erbe und Testamentsvollstrecker gemeinsam auf Erfüllung einer Nachlassverbindlichkeit verklagt werden (§ 2213 Abs. 1 S. 1 BGB). Für diesen Fall ordnet § 327 Abs. 2 ZPO an, dass das Urteil im Rechtsstreit gegen den einen für den anderen wirkt. Da dies unabhängig vom Erfolg der Klage gilt, spricht man von allseitiger Rechtskrafterstreckung. Ein weiteres Beispiel hierfür ist § 856 Abs. 4 ZPO, der einschlägig ist, wenn sich ein Pfändungsgläubiger einem anderen einer Klage gegen den Drittschuldner aus § 853 bis § 855 ZPO anschließt. Es genügt aber, wenn sich die Rechtskraft lediglich einseitig erstreckt, je nach Rechtsgebiet also nur im Fall des Erfolgs oder Misserfolgs. So verhält es sich etwa in § 248 Abs. 1 S. 1 des Aktiengesetzes, der die Anfechtung von Hauptversammlungsbeschlüssen zum Gegenstand hat.
Mit dem Begriff des sonstigen Grunds bezeichnet § 62 Abs. 1 Var. 2 ZPO materiellrechtliche Gründe. Ein solcher liegt auf Klägerseite vor, wenn die streitige Berechtigung nur gemeinschaftlich ausgeübt werden kann. Auf Beklagtenseite liegt er vor, wenn die streitige Verpflichtung nur gemeinschaftlich erfüllt werden kann. Eine notwendige Streitgenossenschaft besteht etwa in Fällen der Gesamthandsklage und der Gesamtschuldklage. Abgelehnt wird sie hingegen für die gemeinsame Haftung von OHG und Gesellschaftern nach § 129 des Handelsgesetzbuchs sowie von Hauptschuldner und Bürgen nach § 768 Abs. 2 BGB.
Im Prozess bewirkt die notwendige Streitgenossenschaft gemäß § 62 Abs. 1 ZPO, dass eine eigentlich säumige Partei als von der anderen vertreten gilt. Dies schließt den Erlass eines Versäumnisurteils und einer Entscheidung nach Aktenlage aus. Hierdurch soll verhindert werden, dass die Rechtsverfolgung eines Streitgenossen daran scheitert, dass ein anderer hieran nicht mitwirken will.

#### Hauptintervention
Unter den Voraussetzungen des § 64 ZPO kann ein Dritter in den laufenden Prozess als Hauptintervenient eintreten. Hierzu muss er geltend machen, dass die umstrittene Sache oder das umstrittene Recht in Wahrheit ihm zusteht. Durch die Hauptintervention können mehrere Streitfragen in einem Prozess miteinander verbunden und beurteilt werden. Dies fördert die Prozessökonomie und vermeidet widersprüchliche Entscheidungen. In der Rechtspraxis kommt es selten zur Hauptintervention.

#### Nebenintervention und Streitverkündung
Hat ein Dritter ein rechtliches Interesse daran, dass eine Partei den Prozess gewinnt, kann er dieser gemäß § 66 ZPO als Nebenintervenient (auch: Streithelfer) beitreten. Ein rechtliches Interesse besteht, wenn sich die Entscheidung des Prozesses auf das Verhältnis von Partei und Drittem auswirkt. So verhält es sich etwa, wenn der Intervenient beim Unterliegen der Partei im Prozess fürchten muss, durch diese in Regress genommen zu werden. Hierzu kann es etwa im Rahmen des Unternehmerregresses nach § 445a BGB kommen.
Der Nebenintervenient kann die Partei nach Maßgabe des § 67 ZPO im Prozess unterstützen, um ihre Erfolgschancen zu verbessern. Ferner bewirkt die Intervention gemäß § 68 ZPO eine Bindung des Dritten an den laufenden Prozess. Diese ähnelt der Rechtskraft, ist aber umfangreicher: In einem Folgeprozess kann der Dritte weder der Urteilstenor noch – anders als bei der Rechtskraft – die tatsächlichen Feststellungen in Frage stellen.
Hat die Partei selbst ein Interesse an der Unterstützung durch einen Dritten, etwa weil sie im Fall der Niederlage Ansprüche gegen den Dritten hätte oder dessen Ansprüche befürchten muss, kann sie dem Dritten gemäß § 72 ZPO den Streit verkünden. Die Streitverkündung hat gemäß § 74 Abs. 3 ZPO den Eintritt der Interventionswirkung des § 68 ZPO zur Folge.

### Der zur Entscheidung berufene Richter

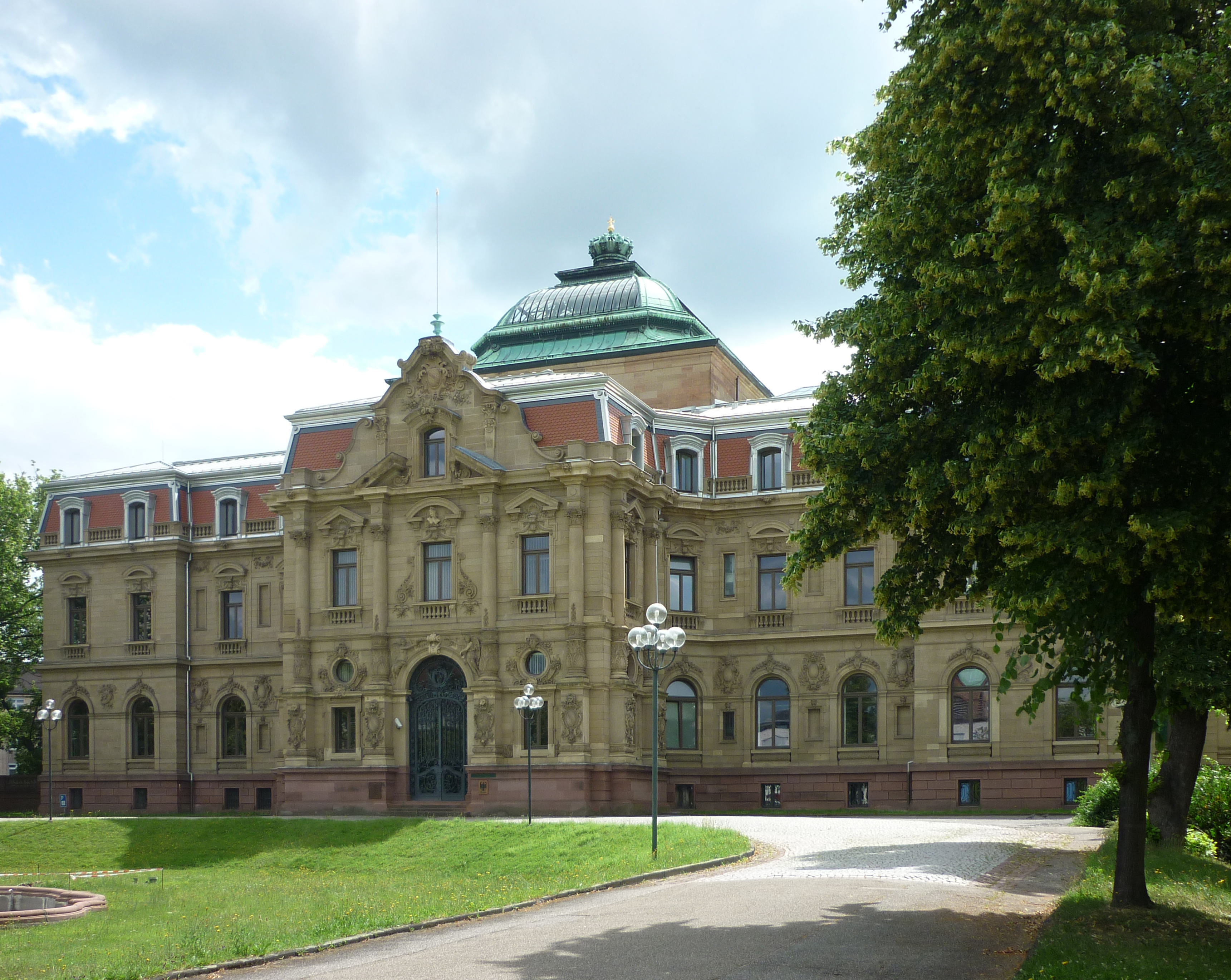
Ehemaliges Erbgroßherzogliches Palais, heute Hauptgebäude des Bundesgerichtshofs, Karlsruhe

Zivilsachen werden gemäß § 13 GVG vor den ordentlichen Gerichten verhandelt. Hierzu zählen die Amtsgerichte, die Landgerichte, die Oberlandesgerichte und der Bundesgerichtshof. Als Zivilsachen gelten Streitigkeiten in bürgerlichrechtlichen Sachen, Familiensachen sowie Angelegenheit der freiwilligen Gerichtsbarkeit. Reicht der Kläger seine Klage bei einem Gericht eines anderen Rechtszweigs ein, verweist dieses die Klage gemäß § 17a Abs. 2 S. 1 GVG an das zuständige Gericht des zulässigen Rechtswegs.
Damit das angerufene Gericht einen Rechtsstreit in der Sache entscheidet, muss es für diesen international, örtlich und sachlich zuständig sein.
Gemäß § 12 ZPO ist grundsätzlich das Gericht örtlich zuständig, bei dem sich der allgemeine Gerichtsstand des Beklagten befindet. Bei natürlichen Personen liegt dieser gemäß § 13 ZPO an ihrem Wohnsitz, bei juristischen Personen nach § 17 ZPO an ihrem Sitz. Für bestimmte Streitsachen sieht die ZPO ausschließliche und besondere Gerichtsstände vor. Während ausschließliche den allgemeinen Gerichtsstand verdrängen, treten besondere daneben. Stehen dem Kläger mehrere Gerichtsstände zur Verfügung, kann er gemäß § 35 ZPO zwischen diesen in den Grenzen des Rechtsmissbrauchs frei wählen.
Die sachliche Zuständigkeit in erster Instanz liegt gemäß § 71 Abs. 1 GVG grundsätzlich bei den Landgerichten, sofern nicht § 23, § 24 GVG die Amtsgerichte für zuständig erklären. Im Regelfall richtet sich die Zuständigkeit nach dem Streitwert. Dieser bemisst sich gemäß § 2 ZPO nach Maßgabe der § 3-§ 9 ZPO. Bei einem Streitwert von mehr als 5.000 Euro ist in erster Instanz das Landgericht zuständig, bei einem niedrigeren Streitwert das Amtsgericht. Bestimmte Materien weist das GVG unabhängig vom Streitwert einem Gericht zu. So ist etwa das Amtsgericht stets zuständig für Streitigkeiten über Wohnraummietverhältnisse, das Landgericht stets für Amtshaftungssachen.
Wird eine Klage bei einem unzuständigen Gericht erhoben, weist es diese als unzulässig ab, wenn der Kläger keinen Verweisungsantrag nach § 281 Abs. 1 S. 1 ZPO stellt. Ein unzuständiges Gericht kann allerdings dadurch zuständig werden, dass sich der Beklagte gemäß § 39 ZPO rügelos zur Sache einlässt. Unter Kaufleuten, juristischen Personen des öffentlichen Rechts und öffentlich-rechtlichen Sondervermögen kann zudem die Zuständigkeit eines Gerichts nach Maßgabe des § 38 ZPO vereinbart werden. Entfallen während des Prozesses die Umstände, welche die Zuständigkeit des angerufenen Gerichts begründen, hat dies mit der Ausnahme des § 506 Abs. 1 ZPO gemäß § 261 Abs. 3 Nr. 2 ZPO keinen Einfluss auf die sachliche Zuständigkeit; es gilt somit die perpetuatio fori.
Der zuständige Richter wird beim jeweiligen Gericht durch Geschäftsverteilungsplan festgelegt; dies dient dem Schutz des Anspruchs auf den gesetzlichen Richter aus Art. 101 Abs. 1 S. 2 GG. Für bestimmte Fälle, in denen die Neutralität des Richters gefährdet scheint, sieht § 41 ZPO den Ausschluss des betroffenen Richters vor. Gemäß § 42 ZPO kann ein Richter ferner durch eine Partei abgelehnt werden, wenn die Besorgnis der Befangenheit besteht.

### Ablauf des Verfahrens in erster Instanz
Im Gegensatz zum Strafprozess bestimmen die Parteien des Rechtsstreits den Prozessgegenstand, die Beweismittel und in gewissem Umfang auch den Ablauf des Verfahrens. Dies folgt aus der Dispositionsmaxime, die das Zivilverfahren prägt.

#### Klageerhebung
Der Zivilprozess beginnt mit Klageerhebung. Hierzu reicht der Kläger einen Schriftsatz, die Klageschrift, bei Gericht ein. Dies kann schriftlich oder bei amtsgerichtlichen Verfahren auch mündlich zu Protokoll der Geschäftsstelle geschehen.
Die Klageschrift muss gemäß § 253 Abs. 2 ZPO Parteien und zuständiges Gericht nennen. Ferner muss sie Gegenstand und Grund des erhobenen Anspruchs sowie einen präzisen Klageantrag enthalten. Eine Geldforderung muss der Kläger grundsätzlich beziffern. Begehrt er Schmerzensgeld, genügt allerdings die Angabe einer Größenordnung als Antrag, da eine genauere Bestimmung für ihn nur schwer möglich ist. Fehlt es dem Kläger an den notwendigen Informationen, um einen hinreichend bestimmten Antrag zu formulieren, kann er mit einer Stufenklage gemäß § 254 ZPO seinem eigentlichen Klagebegehren eine Klage auf Auskunft vorschalten, um die genaue Bezeichnung seines Klageantrags zu ermöglichen.
Das Gesetz sieht mehrere Arten von Klagebegehren vor: Die Leistungsklage richtet sich darauf, dass der Beklagte eine Leistung erbringt, etwa die Herausgabe einer Sache oder das Erfüllen einer Geldforderung. Die Feststellungsklage (§ 256 ZPO) dient der Feststellung des Bestehens oder Nichtbestehens eines Rechtsverhältnisses, etwa eines Anspruchs. Die Gestaltungsklage dient schließlich der Änderung einer bestehenden Rechtslage, etwa der Auflösung einer Handelsgesellschaft.
Die Einreichung der Klage bei Gericht hat zur Folge, dass ein Rechtsstreit anhängig wird. Mit Zustellung der Klageschrift beim Beklagten nach Maßgabe von § 166-§ 190 ZPO wird der in ihr bezeichnete Streitgegenstand rechtshängig. In prozessualer Hinsicht hat dies gemäß § 261 Abs. 3 Nr. 1 ZPO zur Folge, dass keine weitere Klage mit demselben Streitgegenstand erhoben werden kann. Auch beginnt mit der Rechtshängigkeit die perpetuatio fori. In materieller Hinsicht hemmt das Vorliegen einer rechtshängigen Klage gemäß § 204 Abs. 1 Nr. 1 BGB die Verjährung des eingeklagten Anspruchs. Gemäß § 167 ZPO beginnt die Hemmung bereits mit Einreichung der Klage, sofern die Zustellung demnächst erfolgt. Schließlich führt die Rechtshängigkeit zum Eintritt einer verschärften Haftung des Anspruchsgegners, etwa nach § 292, § 818 Abs. 4, § 987 und § 989 BGB.

##### Streitgegenstand
Durch seine Klage bestimmt der Kläger den Streitgegenstand, der gemäß § 261 Abs. 1 ZPO den Inhalt des Prozesses bildet. Da das Gericht gemäß § 308 Abs. 1 ZPO nicht über den Antrag des Klägers hinausgehen darf, begrenzt der Streitgegenstand zugleich den Umfang des Prozesses. Schließlich legt er gemäß § 322 Abs. 1 ZPO fest, in welchem Umfang die abschließende Entscheidung des Gerichts in Rechtskraft erwächst.
Das Gesetz definiert den Begriff des Streitgegenstands nicht. Der historische Gesetzgeber ging davon aus, dass der Streitgegenstand mit dem materiell-rechtlichen Anspruch übereinstimmt. Hiervon geht auch die moderne materiellrechtliche Theorie aus, die prozessualen und materiellrechtlichen Anspruch gleichsetzt. Die herrschende Meinung definiert den Streitgegenstand demgegenüber rein prozessual, um eine zu starke Einengung des Streitgegenstands zu vermeiden. Innerhalb der herrschenden Meinung sind die Ansichten wieder gespalten: Nach dem teilweise vertretenen eingliedrigen Streitgegenstandsbegriff wird der Streitgegenstand allein aus dem Klageantrag des Klägers bestimmt. Nach Ansicht des Bundesgerichtshofs und der herrschenden Lehre ist dieses Verständnis zu weit gefasst. Daher gehen sie davon aus, dass sich der Streitgegenstand gleichwertig aus Lebenssachverhalt und Klageantrag zusammensetzt. Dieses Verständnis ist zudem in § 253 Abs. 2 ZPO angelegt, der Sachverhalt und Antrag zu den notwendigen Voraussetzungen einer Klage macht.

##### Klageänderung
Eine Klageänderung liegt vor, wenn der Streitgegenstand nach Klageerhebung geändert wird. Dies setzt gemäß § 263 ZPO voraus, dass der Beklagte in die Klageänderung einwilligt oder das Gericht die Änderung als sachdienlich einschätzt. § 264 ZPO nimmt bestimmte Fälle aus prozessökonomischen Gründen von diesen Voraussetzungen aus, etwa die Erweiterung des Klageantrags.
Sachdienlichkeit ist gegeben, wenn der bisher gewonnene Prozessstoff auch für die geänderte Klage eine verwertbare Entscheidungsgrundlage bleibt und die Zulassung die endgültige Beilegung des Rechtsstreits fördert. Bei der Einwilligung handelt es sich um eine Prozesshandlung, die aus Gründen der Rechtssicherheit gemäß § 267 ZPO vermutet wird, wenn sich der Beklagte auf die abgeänderte Klage zur Sache einlässt.
Liegt eine Einwilligung nicht vor und verneint das Gericht Sachdienlichkeit, weist es nach herrschender Meinung die geänderte Klage durch Prozessurteil als unzulässig ab, während die ursprüngliche Klage rechtshängig bleibt.

##### Objektive Klagehäufung
Die objektive Klagehäufung ermöglicht das Verhandeln über mehrere Streitgegenstände innerhalb eines Verfahrens. Dies ist gemäß § 260 ZPO möglich, wenn die Parteien identisch sind, das Gericht für alle Ansprüche zuständig ist und alle Ansprüche mit derselben Prozessart geltend gemacht werden. Ferner darf kein Verbindungsverbot vorliegen, etwa nach § 578 ZPO, § 126 Abs. 2 FamFG oder § 179 Abs. 2 FamFG.
Prozessuale Ansprüche können kumulativ aber auch eventuell (hilfsweise) gestellt werden. Man unterscheidet echte (wenn nicht A, dann B) und unechte Hilfsanträge (wenn A, dann auch B). Als zusätzliche Voraussetzungen der Eventualklagehäufung tritt nach überwiegender Auffassung hinzu, dass Haupt- und Hilfsantrag einen wirtschaftlichen oder rechtlichen Zusammenhang aufweisen müssen. In der Literatur wird diese Forderung oft verschärft: Haupt- und Hilfsantrag müssten auf das gleiche Ziel gerichtet sein, eine Ansicht verlangt gar, dass beide sich gegenseitig ausschließen.
Der Zuständigkeitsstreitwert wird bei der Klagehäufung gemäß § 5 ZPO durch Addition der Ansprüche berechnet. Ist die objektive Klagehäufung unzulässig, werden die Verfahren nach § 145 Abs. 1 ZPO getrennt.

#### Vorbereitung des Haupttermins
Nachdem das Gericht die wesentlichen Prozessvoraussetzungen, etwa Partei- und Prozessfähigkeit, geprüft und deren Vorliegen bestätigt hat, entscheidet es gemäß § 272 Abs. 2 ZPO nach seinem Ermessen, ob zunächst ein schriftliches Vorverfahren (§ 276 ZPO) durchgeführt oder ein früher erster Termin (§ 275 ZPO) anberaumt werden soll. Im schriftlichen Vorverfahren fordert das Gericht den Beklagten dazu auf, die eigene Verteidigungsbereitschaft anzuzeigen und sich zur Sache zu äußern. Im frühen ersten Termin, der zugleich Haupttermin sein kann, erfolgt eine Verhandlung des Rechtsstreits mit den Parteien. Beide Verfahren dienen der Beschleunigung des Verfahrens durch frühes Aufklären des Sachverhalts.
Zusätzlich kann das Gericht weitere Maßnahmen treffen, um den Prozess vorzubereiten. Gemäß § 273 Abs. 2 ZPO kann er etwa die Parteien zur Ergänzung ihrer Schriftsätze auffordern und ihr Erscheinen anordnen. § 358a ZPO gibt ihm weiterhin die Möglichkeit, bereits Beweis zu erheben.
Das Gericht soll gemäß § 278 Abs. 1 ZPO in jeder Lage des Verfahrens auf eine gütliche Beilegung des Rechtsstreits oder einzelner Streitpunkte bedacht sein. Zu diesem Zweck geht der mündlichen Verhandlung gemäß § 278 Abs. 2 S. 1 ZPO grundsätzlich eine Güteverhandlung voran.

#### Mündliche Verhandlung
Gemäß § 128 Abs. 1 ZPO verhandeln die Parteien mündlich vor Gericht über den Rechtsstreit. Die mündliche Verhandlung stellt ein wesentliches Element des Prozesses dar, das der umfassenden Erörterung des Falls dient. Nach dem in § 169 S. 1 GVG niedergelegten Öffentlichkeitsgrundsatz ist die mündliche Verhandlung der Allgemeinheit grundsätzlich frei zugänglich. Ihr Inhalt stellt die Grundlage der gerichtlichen Entscheidung dar. In der großen Bedeutung der mündlichen Verhandlung für das Verfahren zeigt sich der im Zivilprozess geltende Mündlichkeitsgrundsatz. Die Parteien können allerdings nach Maßgabe des § 128 Abs. 2 ZPO auf eine mündliche Verhandlung verzichten. Bei Verfahren vor dem Amtsgericht, deren Streitwert 600 Euro nicht übersteigt, darf der Richter gemäß § 495a ZPO zudem auf eine mündliche Verhandlung verzichten, sofern die Parteien nicht auf eine solche bestehen.
Ein Termin zur mündlichen Verhandlung soll vom Gericht erst dann anberaumt werden, wenn der Kläger als Vorschuss auf die Gerichtskosten die Prozessgebühr oder einen Auslagenvorschuss entrichtet hat.
Zu Beginn der mündlichen Verhandlung stellen die Parteien gemäß § 137 Abs. 1 ZPO ihre jeweiligen Anträge. Diese sind nach der Dispositionsmaxime für das Gericht bindend, sodass es in seiner Entscheidung nicht über den Antrag hinausgehen darf (lat. ne ultra petita). Der weitere Ablauf der Verhandlung wird durch das Gericht gelenkt. Nach Maßgabe des § 136 ZPO erfüllt es zum einen formelle Aufgaben, etwa Eröffnen und Schließen der Verhandlung sowie das Erteilen und Entziehen des Worts. Zum anderen erörtert es gemäß § 139 ZPO den Prozessstoff mit den Parteien, die während der Verhandlung über Zulässigkeit und Begründetheit der Klage streiten. Hierzu stellt es beispielsweise Fragen, hilft bei der Formulierung von Anträgen und wirkt auf die vollständige Erörterung des Falls hin.
Da die Parteien den Inhalt des Zivilprozesses bestimmen, obliegt ihnen die Ermittlung der Wahrheit. Das Gericht stützt seine Entscheidung daher grundsätzlich lediglich auf die von den Parteien vorgebrachten Tatsachen und führt keine eigenen Ermittlungen durch.
Gemäß § 282 ZPO sollen die Parteien von sich aus zur Beschleunigung des Prozessablaufs beitragen. Dies ist eine Ausprägung des Konzentrationsgrundsatzes, wonach überlange Verfahren vermieden werden sollen. Um dieses Ziel zu fördern, sollen die Parteien insbesondere Angriffs- und Verteidigungsmittel möglichst rasch in den Prozess einbringen. Verzögert eine Partei das Beibringen von Prozessstoff unentschuldigt, wird sie nach Maßgabe des § 296 ZPO hiermit vor Gericht nicht mehr gehört. Auch Parteivortrag, der erst nach der mündlichen Verhandlung erfolgt, bleibt gemäß § 296a ZPO bei der Entscheidung des Gerichts grundsätzlich unberücksichtigt. Ein in der Absicht der Prozessverschleppung kurzfristig gestellter Antrag auf Terminsänderung kann als rechtsmissbräuchlich abgelehnt werden.

#### Beweisaufnahme
Ist eine entscheidungserhebliche Tatsache zwischen den Parteien strittig, erhebt das Gericht hierüber Beweis. Gemäß § 279 Abs. 2 ZPO soll sich die Beweisaufnahme unmittelbar an die mündliche Verhandlung anschließen. Die Beweiserhebung erfolgt gemäß § 355 Abs. 1 S. 1 ZPO unmittelbar vor dem Prozessgericht; es gilt also der Unmittelbarkeitsgrundsatz.
Die Beweisführung setzt voraus, dass die beweispflichtige Partei ein taugliches Beweismittel anbietet. Hierfür kommen Zeugenvernehmungen, Sachverständigengutachten, Urkundenbeweis, Parteivernehmung und Augenschein in Frage. Die Beweislast trägt grundsätzlich die Partei, der eine Tatsache zugutekommt. In der Beweiswürdigung ist das Gericht gemäß § 286 ZPO frei. Kann eine entscheidungserhebliche Behauptung weder bewiesen noch widerlegt werden, so entscheidet das Gericht anhand der Beweislast.
Ist die Beweisaufnahme beendet, wird die mündliche Verhandlung wieder aufgenommen, um insbesondere mit Blick auf die durch die Beweisaufnahme gewonnenen Erkenntnisse weiter in über den Rechtsstreit zu verhandeln. Nach vollständiger Erörterung des Falls wird die Verhandlung gemäß § 136 Abs. 4 ZPO geschlossen.

#### Verteidigungshandlungen des Beklagten
Dem Beklagten stehen zur Abwehr des Klageanspruchs die Möglichkeiten offen, seinerseits mit einem eigenen Anspruch gegen den Kläger aufzurechnen oder gar selbst in die Offensive zu gehen und eine Widerklage zu erheben.

##### Prozessaufrechnung
Wird eine Aufrechnung im Prozess vorgenommen, spricht man von einer Prozessaufrechnung. Sie ist als Doppeltatbestand zweierlei: Einerseits Prozesshandlung, andererseits materiellrechtliche Willenserklärung iSv. § 388 S. 1 BGB.
Oftmals möchte der Beklagte seinen Anspruch durch die Aufrechnung nicht verlieren und rechnet deshalb nur hilfsweise auf: Zu diesem Zweck stellt er die Aufrechnung unter die Bedingung, dass er mit seiner primären Verteidigung, etwa dem Nichtbestehen des Klageanspruchs nicht durchdringt; man nennt dies Eventualaufrechnung. Zwar ist die Aufrechnung gemäß § 388 S. 2 BGB bedingungsfeindlich, dennoch besteht in Rechtsprechung und Lehre Einigkeit darüber, dass die Eventualaufrechnung möglich ist. Im Schrifttum werden dafür unterschiedliche Rechtfertigungen vertreten: Teilweise wird angenommen, dass die Eventualaufrechnung eine Bedingung im Rechtssinn enthalte, da die Entscheidung des Richters rechtstheoretisch von vornherein feststehe, der Fall also ohnehin nur eine einzig richtige Entscheidung zulasse. Nach anderer Ansicht handelt es sich um ein Rechtsinstitut eigener Art, auf das § 388 S. 2 BGB keine Anwendung finde. Schließlich wird vertreten, § 388 S. 2 BGB sei teleologisch zu reduzieren: Zwar sei die Eventualaufrechnung eine Bedingung, der Normzweck – der Schutz des Aufrechnungsgegners vor Rechtsunsicherheit – gehe jedoch bei der Prozessaufrechnung ins Leere.
Weist das Gericht die Aufrechnung zurück, etwa wegen Verzögerung, erschiene es unbillig, die Aufrechnung materiellrechtlich für wirksam zu halten. Nach herrschender Meinung ist die Aufrechnung daher dadurch bedingt, dass das Gericht sie für zulässig hält.
Umstritten ist ferner, ob der zur Aufrechnung gestellte Anspruch durch die Prozessaufrechnung rechtshängig wird. Dies wird von einer Ansicht mit der Begründung befürwortet, der Beklagte verlange vom Gericht eine Entscheidung über seine Forderung. Der Bundesgerichtshof und weite Teile des Schrifttums folgen dem jedoch nicht, da hierdurch dem Beklagten verwehrt werde, den Anspruch auch in einem zweiten Prozess zur Aufrechnung zu stellen. Der Gefahr widersprechender Entscheidungen könne durch § 148 ZPO vorgebeugt werden.
Um zu vermeiden, dass der Beklagte mit erfundenen Forderungen aufrechnet, um den Prozess zu verschleppen, kann das Gericht ein klagestattgebendes Vorbehaltsurteil nach § 302 ZPO erlassen. Sowohl bei erfolgloser als auch bei erfolgreicher Aufrechnung erstreckt sich nach § 322 Abs. 2 ZPO die Rechtskraft auch auf die zur Aufrechnung gestellte Forderung.

##### Widerklage
Bei der Widerklage handelt es sich um eine neue selbständige Klage mit neuem Streitgegenstand, die der Beklagte gegen den Kläger erhebt, nachdem dessen Klage rechtshängig geworden ist. Für sie müssen selbständig die Sachurteilsvoraussetzungen vorliegen. Nach § 5 Hs. 2 ZPO ist für die sachliche Zuständigkeit der Streitwert jeweils separat zu berechnen. Die örtliche Zuständigkeit wird nach herrschender Lehre durch § 33 ZPO um einen weiteren besonderen Gerichtsstand erweitert. Nach anderer Ansicht, die auch vom BGH geteilt wird, stellt § 33 ZPO jedoch eine zusätzliche Prozessvoraussetzung auf, wonach die Widerklage nur dann zulässig sei, wenn sie mit der ersten Klage in Zusammenhang stehe.

### Beendigung des Rechtsstreits in erster Instanz
Das Verfahren kann in erster Instanz auf zahlreiche Weisen beendet werden.

#### Anerkenntnis und Verzicht
Bei einem Anerkenntnis erklärt der Beklagte im Prozess, dass der vom Kläger behauptete Anspruch besteht. Dies hat zur Folge, dass das Gericht den Beklagten ohne weitere Prüfung der materiellen Rechtslage gemäß § 307 S. 1 ZPO nach Maßgabe des Klageantrags verurteilt. Erklärt der Beklagte, dass der Anspruch nur zum Teil besteht, ergeht ein Teilanerkenntnisurteil. Als Bewirkungshandlung bedarf es für das Anerkenntnis der Postulationsfähigkeit. Das Anerkenntnis ist vom Geständnis nach § 288 ZPO zu unterscheiden, das sich nur auf Tatsachen bezieht; es ist ferner vom Schuldanerkenntnis nach § 781 BGB zu unterscheiden, bei dem es sich um einen zivilrechtlichen Vertrag handelt.
Für die Kostenfolge ist § 93 ZPO zu beachten: Grundsätzlich trägt der Verlierer gemäß § 91 ZPO die Kosten des Prozesses. Hat der Beklagte jedoch überhaupt keinen Anlass zur Klage geboten und erkennt er den Anspruch des Klägers im Prozess sofort an, erschiene es unbillig, ihm die Kosten des Verfahrens aufzuerlegen, da der Kläger grundlos ein Gerichtsverfahren eingeleitet hat. § 93 ZPO verpflichtet daher auf Basis des Veranlassungsprinzips den Kläger dazu, die Kosten des Verfahrens zu tragen. Der Kläger trägt ebenfalls die Kosten, wenn der Beklagte den eingeklagten Anspruch anerkennt, sobald während des Prozesses der Klägervortrag schlüssig oder die Klage zulässig oder begründet wird.
Als Spiegelbild zum Anerkenntnis kann der Kläger nach § 306 ZPO auf seine Klage verzichten. Infolgedessen ergeht ein Verzichtsurteil, durch das festgestellt wird, dass der eingeklagte Anspruch nicht besteht.

#### Klagerücknahme
Der Kläger kann seine Klage einseitig zurücknehmen und dadurch das Verfahren beenden, bis sich der Beklagte in der mündlichen Verhandlung zur Sache einlässt. Dies hat gemäß § 269 Abs. 3 S. 1 ZPO zur Folge, dass die Klage so behandelt wird, als wäre sie nie anhängig geworden. Im Gegensatz zum Klageverzicht steht einer späteren Klage daher keine Rechtskraft entgegen. Motive für die Klagerücknahme können etwa die verschlechterte Beweislage oder Vermögenslosigkeit des Beklagten sein.
Nach Beginn der mündlichen Verhandlung setzt die Klagerücknahme gemäß § 269 Abs. 1 ZPO grundsätzlich voraus, dass der Beklagte hierin einwilligt. Dies ist erforderlich, da der Beklagte ein Interesse an einer abweisenden Entscheidung in der Sache hat, da diese dem Kläger die Möglichkeit nimmt, erneut über denselben Streitgegenstand zu prozessieren.
Als Folge der Klagerücknahme trägt der Kläger grundsätzlich die Prozesskosten. Ausnahmsweise kann die Kostentragungspflicht jedoch auch den Beklagten treffen, so besonders nach § 269 Abs. 3 S. 3 ZPO.

#### Erledigungserklärung
Im Laufe eines Prozesses können Ereignisse eintreten, die den begonnenen Prozess überflüssig machen. So verhält es sich etwa, wenn der Beklagte die eingeklagte Forderung erfüllt (§ 362 BGB), die Parteien einen Vergleich abschließen oder der Beklagte die Forderung durch Aufrechnung zum Erlöschen bringt (§ 389 BGB). Da sich die Begründetheit der Klage nach der Sachlage in der letzten mündlichen Verhandlung richtet, führt die Erfüllung vor Abschluss der Verhandlung zur Unbegründetheit der Klage, sodass der Kläger den Prozess verliert. Um die hiermit verbundene Pflicht zur Kostentragung zu vermeiden, kann der Rechtsstreit für erledigt erklärt werden. Dies kann übereinstimmend durch beide Parteien oder lediglich durch den Kläger erfolgen.

##### Beidseitige Erledigungserklärung
§ 91a ZPO sieht die Möglichkeit vor, dass die Parteien den Prozess kraft ihrer Dispositionsfreiheit durch beiderseitige Erledigungserklärung beenden.
Die Rechtsnatur der beidseitigen Erledigungserklärung ist im juristischen Schrifttum umstritten. Nach einer Ansicht handelt es sich um eine privilegierte Form der Klagerücknahme. Nach anderer Ansicht stellt sie eine prozessuale Vereinbarung der Parteien dar. Weiterhin wird vertreten, sie setze sich aus einem Klageverzicht des Klägers und einem Verzicht auf ein klageabweisendes Urteil des Beklagten dar. Nach überwiegender Ansicht handelt es sich um prozessuale Einverständniserklärungen, das Verfahren ohne Urteil zu beenden.
Die Parteien sind bei der beiderseitigen Erledigungserklärung auch in der mündlichen Verhandlung vom Anwaltszwang befreit, was aus § 78 Abs. 3 ZPO in Verbindung mit § 91a ZPO folgt. Die Erledigungserklärungen können auch schon vor Rechtshängigkeit abgegeben werden, auch wenn – streng genommen – zu diesem Zeitpunkt noch gar kein Rechtsstreit existiert.
Wird beiderseitig Erledigung erklärt, so entfällt die Rechtshängigkeit der Hauptsache. Das Gericht entscheidet infolgedessen gemäß § 91a Abs. 1 S. 1 ZPO nach billigem Ermessen durch Beschluss, wer die bisher angefallenen Prozesskosten trägt. Hierbei führt es eine summarische Prüfung der Hauptsache durch und zieht in Erwägung, wem die Kosten des Prozesses bei bisherigem Streitstand aufzuerlegen gewesen wären und ob der Beklagte Anlass zur Klage gegeben hat. Keine Entscheidung trifft das Gericht in der Sache, weshalb der Kläger grundsätzlich erneut über denselben Streitgegenstand klagen kann. Lässt sich der Beklagte allerdings gerade im Vertrauen auf die endgültige Streitbeilegung auf die Erledigung ein, kann dem Kläger bei Verstoß gegen Treu und Glauben der Arglist-Einwand entgegengehalten werden.

##### Einseitige Erledigungserklärung
Widerspricht der Beklagte der Erledigungserklärung innerhalb zweier Wochen nach der Zustellung des Schriftsatzes, bleibt die Erledigungserklärung einseitig. Die einseitige Erledigungserklärung ist gesetzlich nicht geregelt, aber in Rechtspraxis und -Lehre anerkannt.
Die Rechtsnatur der einseitigen Erledigungserklärung ist umstritten. Teilweise wird hierin wie bei der beidseitigen Erklärung eine privilegierte Form der Klagerücknahme erblickt. Nach anderer Ansicht handelt es sich um eine Bewirkungshandlung, die auf Feststellung der Erledigung durch das Gericht gerichtet sei. Nach in Lehre und Praxis überwiegender Ansicht stellt sie hingegen eine gemäß § 264 Nr. 2 ZPO zulässige Klageänderung dar: Der Klageantrag wird dahingehend geändert, dass festgestellt werden soll, dass die Klage bis zum Eintritt des erledigenden Ereignisses zulässig und begründet war.
Im Ergebnis stimmen die unterschiedlichen Auffassungen darin überein, dass die einseitige Erledigungserklärung zur Folge hat, dass das Gericht nunmehr über die Erfolgsaussichten der Klage vor Erledigung entscheidet. War diese ursprünglich zulässig und begründet und ist Erledigung eingetreten, legt es dem Beklagten gemäß § 91 ZPO die Kosten des Verfahrens auf, andernfalls dem Kläger.
Umstritten ist, von welchem Streitwert ab einseitiger Erledigungserklärung auszugehen ist: Die herrschende Meinung setzt die bisher angefallenen Kosten des Rechtsstreits an. Eine Gegenansicht geht vom ursprünglichen Streitwert aus, da das Gericht die ursprüngliche Klage prüft. Eine dritte Auffassung halbiert den Streitwert, da sich dieser dadurch verringere, dass ein stattgebendes Feststellungsurteil anders als ein Leistungsurteil nicht vollstreckbar ist.

#### Prozessvergleich
Soweit der Streitgegenstand der Disposition der Parteien unterworfen ist, steht ihnen jederzeit die Möglichkeit offen, den Streit im Wege des Vergleichs gütlich beizulegen. Das Gericht soll gemäß § 278 Abs. 1 ZPO während des gesamten Verfahrens hierauf hinwirken.
Beim Vergleich handelt es sich gemäß § 779 BGB um einen Vertrag, durch den die Parteien einen Rechtsstreit durch wechselseitiges Nachgeben beseitigen. Im Zivilprozessrecht ist der Vergleich nicht separat geregelt; § 794 Abs. 1 Nr. 1 ZPO setzt jedoch die Existenz des Prozessvergleichs als besondere Form des bürgerlich-rechtlichen Vergleichs voraus. Beim Prozessvergleich handelt es sich um einen zivilrechtlichen Vertrag mit unmittelbarer prozessualer Wirkung. Daher ist er sowohl Vertrag als auch Prozesshandlung, hat also eine Doppelnatur.
Die Doppelnatur des Prozessvergleichs hat zur Folge, dass dieser sowohl prozessualen als auch materiellen Anforderungen entsprechen muss, um Wirkung zu entfalten. Deshalb kann er sowohl aus prozessualen als auch aus materiellrechtlichen Gründen unwirksam sein. Zu ersten zählt beispielsweise das Fehlen der notwendigen Protokollierung gemäß § 160 Abs. 3 Nr. 1 ZPO. Zu letzteren zählt beispielsweise die Anfechtung. Ist ein Vergleich von Anfang an oder mit ex-tunc-Wirkung nichtig, gilt das Verfahren als nicht beendet, sodass es fortgeführt wird. Umstritten ist die prozessuale Situation, wenn der Vergleich nachträglich mit ex-nunc-Wirkung wegfällt, etwa infolge eines Rücktritts. Das Bundesarbeitsgericht und große Teile des Schrifttums befürworten die Fortsetzung des Streits vor dem mit dem alten Prozess befassten Gericht, da dieses bereits mit dem Streit vertraut sei und es ohne Vergleich auch keine Prozessbeendigung geben könne. Der Bundesgerichtshof geht demgegenüber davon aus, dass der Vergleich trotz Unwirksamkeit prozessbeendende Funktion entfalte, sodass ein neues Verfahren begonnen werden müsse.

#### Urteil
Durch Urteil entscheidet das Gericht den Rechtsstreit im Anschluss an eine mündliche Verhandlung. Das Urteil ergeht im Regelfall nach der Durchführung der mündlichen Verhandlung. Gemäß § 300 ZPO ergeht ein Endurteil, sobald die Sache zur Entscheidung reif ist. Hierdurch wird die erste Instanz beendet. Hält das Gericht die Klage für zulässig und begründet, gibt es ihr statt, andernfalls weist es sie durch Prozess- oder Sachurteil ab. Das Urteil ist gemäß § 318 ZPO für alle Beteiligten bindend und kann durch das Gericht lediglich in wenigen gesetzlich geregelten Ausnahmefällen nachträglich geändert werden.
Entscheidet das Gericht lediglich über einen Teil des Klageantrags abschließend, erfolgt dies gemäß § 301 ZPO in Form eines Teilurteils. Entscheidet das Gericht verbindlich über Vorfragen, die zur Klärung des Streitgegenstands erforderlich sind, erfolgt dies in Form eines Zwischenurteils (§ 303 ZPO). Um eine praktisch häufige Form des Zwischenurteils handelt es sich beim Grundurteil (§ 304 ZPO), durch das über das Bestehen eines Anspruchs dem Grunde nach entschieden wird.

#### Beschluss
Durch Beschluss kann ein Gericht über eine Rechtsfrage entscheiden, ohne dass eine mündliche Verhandlung erfolgte. Durch Beschluss werden etwa eine Beweisaufnahme angeordnet, ein Rechtsmittel zurückgewiesen und ein Rechtsstreit an ein anderes Gericht verwiesen.

#### Versäumnisverfahren
Erscheint eine Partei nicht im Termin zur mündlichen Verhandlung oder verhandelt sie bis zum Schluss der mündlichen Verhandlung nicht (§ 333 ZPO), ist sie säumig. Besteht Anwaltszwang, ist die Anwesenheit des Anwalts erforderlich, um Säumnis zu vermeiden.
Bei Säumnis des Klägers wird dessen Klage auf Antrag des Beklagten abgewiesen (§ 330 ZPO). Bei Säumnis des Beklagten wird durch § 331 Abs. 1 ZPO eine Geständnisfiktion ausgelöst, wonach das Vorbringen des Klägers als zugestanden gilt. Dies hat zur Folge, dass der Richter die Klage auf ihre Schlüssigkeit hin prüft: Ist die Klage schlüssig, ergeht ein Versäumnisurteil, das der Klage stattgibt. Ist die Klage hingegen unschlüssig, ergeht ein klageabweisendes Urteil. In den Fällen des § 335 ZPO darf kein Versäumnisurteil ergehen.
Gegen ein Versäumnisurteil können die Parteien innerhalb von zwei Wochen nach Zustellung des Versäumnisurteils nach Maßgabe von § 338, § 339 ZPO Einspruch bei dem Prozessgericht einlegen. Ein zulässiger Einspruch hat gemäß § 342 ZPO zur Folge, dass der Prozess in die Lage vor dem Versäumnisurteil zurückversetzt wird. Ist der Beschwerdeführer auch bei diesem Termin säumig, ergeht ein zweites Versäumnisurteil, gegen das lediglich die Berufung nach Maßgabe des § 514 Abs. 2 S. 1 ZPO statthaft ist.

### Kosten
Im Kostenfestsetzungsverfahren (§ 103–§ 107 ZPO) stellt das Gericht fest, in welcher Höhe eine Partei der anderen Partei außergerichtliche Kosten, etwa Anwaltskosten, als Vorschuss einbezahlte Gerichtskosten, Fahrtkosten und Auslagen, zu erstatten hat. Die Frage der Kostenschuld, also wer welchen Anteil der Kosten überhaupt zu tragen hat, wird in der Kostengrundentscheidung festgelegt, soweit die Parteien die Kosten nicht in einem Vergleich regeln und eine gerichtliche Entscheidung entbehrlich machen. Die konkrete betragsmäßige Höhe der zu zahlenden Gerichtskosten wird im Verfahren des Kostenansatzes nach § 19 GKG festgesetzt. Zu viel bezahlte Kosten im Rahmen eines Vorschusses werden zurückerstattet.
Um die Kostenlast für Bedürftige zu verringern und ihnen dadurch die Rechtsverfolgung zu erleichtern, eröffnet § 114 ZPO die Möglichkeit der Prozesskostenhilfe. Dies ist eine Ausprägung des aus Art. 20 und Art. 3 GG folgenden Gebots, dass allen gleichermaßen Zugang zu effektivem Rechtsschutz haben. Zu diesem Zweck eröffnet es die Möglichkeit, einer Partei die Verfahrenskosten zu erlassen oder diese zu beschränken.
Ein Prozesskostenhilfeverfahren wird durch Antrag beim Prozessgericht eingeleitet. Es ist statthaft, soweit der Antragsteller wegen seiner wirtschaftlichen Verhältnisse nicht in der Lage ist, die Kosten des Rechtsstreits zu tragen. Der Antrag hat gemäß § 114 Abs. 1 S. 1 ZPO Erfolg, wenn der angestrebte Rechtsbehelf Aussicht auf Erfolg hat und die Rechtsverfolgung nicht mutwillig scheint.

### Rechtsbehelfe
Bei Rechtsbehelfen handelt es sich um Prozesshandlungen, welche die Korrektur einer gerichtlichen Entscheidung ermöglichen. Eine besondere Gruppe innerhalb der Rechtsbehelfe stellen die Rechtsmittel dar, zu denen insbesondere Berufung und Revision zählen. Diese entfalten Devolutiv- und Suspensiveffekt. Ersterer begründet die Zuständigkeit eines übergeordneten Gerichts (iudex ad quem), letzterer hindert den Eintritt der formellen Rechtskraft der angegriffenen Entscheidung.
Bedient sich ein Gericht einer falschen Entscheidungsform, stellt sich für den Steller des Rechtsmittels die Frage, welches Rechtsmittel er einlegen soll: das gegen die eigentlich richtige Entscheidungsform oder das gegen die tatsächlich gewählte Entscheidungsform. Nach dem Meistbegünstigungsprinzip kann er zwischen beiden Möglichkeiten frei wählen. Der Partei stehen allerdings keine Rechtsbehelfe offen, die selbst dann ausgeschlossen wären, wenn sogleich die richtige Entscheidungsform gewählt worden wäre.

#### Berufung
Die Berufung dient gemäß § 511 Abs. 1 ZPO der Korrektur eines erstinstanzlichen Endurteils. Zu diesem Zweck klärt das Berufungsgericht die Tatsachen in eingeschränktem Umfang erneut auf und unterzieht das angefochtene Urteil einer Rechtsprüfung. Der Prüfungsumfang wird durch § 513 Abs. 1, § 529 Abs. 1, § 531 Abs. 2 ZPO festgelegt. § 528 ZPO bindet das Berufungsgericht an den Antrag des Berufungsführers, weshalb eine reformatio in peius ausgeschlossen ist.
Als Berufungsgerichte werden das Landgericht für amtsgerichtliche Urteile und das Oberlandesgericht für landgerichtliche Urteile tätig. Durch die ZPO-Reform im Jahr 2002 wurde den Oberlandesgerichten zudem noch die Berufungszuständigkeit für Rechtsstreitigkeiten mit Auslandsbezug übertragen.
Die Statthaftigkeit der Berufung setzt voraus, dass der Wert des Beschwerdegegenstands 600 Euro übersteigt oder das Ausgangsgericht die Berufung zulässt. Der Beschwerdegegenstand besteht in der Differenz von erstinstanzlichem Urteil und Berufungsantrag. Die Berufung muss gemäß § 511 Abs. 4 ZPO zugelassen werden, wenn die Sache grundsätzliche Bedeutung hat, eine Entscheidung des Berufungsgerichts zur Rechtsfortbildung erforderlich ist oder die Sicherung einer einheitlichen Rechtsprechung eine Entscheidung erfordert. Grundsätzliche Bedeutung hat eine Rechtssache, wenn sie eine entscheidungserhebliche, klärungsbedürftige Rechtsfrage aufwirft, die vom Bundesgerichtshof noch nicht entschieden worden ist und in einer unbestimmten Vielzahl von weiteren Fällen ebenso entscheidungserhebliche Bedeutung erlangen kann. Erforderlichkeit der Fortbildung des Rechts liegt nach Ansicht des BGH vor, wenn der Einzelfall Veranlassung gibt, Leitsätze für die Auslegung von Gesetzesbestimmungen aufzustellen oder Gesetzeslücken auszufüllen; der praktische Unterschied dieser Variante zum Merkmal der grundsätzlichen Bedeutung ist gering. Das Merkmal Sicherung einer einheitlichen Rechtsprechung ist erfüllt, wenn das Gericht des ersten Rechtszuges von der Rechtsprechung eines gleichgeordneten oder eines höherrangigen Gerichtes abweicht. Jedoch soll nach kritisierter Ansicht des BGH keine Zulassung notwendig sein, wenn ein Gericht nur ausnahmsweise im Einzelfall die höchstrichterliche Rechtsprechung missachtet.
Die Berufung muss form- und fristgerecht eingelegt (§ 517, § 519 ZPO) und begründet werden (§ 520 ZPO). Die Begründung muss eine substantiierte Auseinandersetzung mit der Begründung des erstinstanzlichen Urteiles erkennen lassen. Sämtliche die Entscheidung tragenden Gründe müssen angegriffen werden.
Schließlich setzt die Zulässigkeit der Berufung voraus, dass der Berufungsführer durch das angegriffene Urteil beschwert ist. Dies trifft zu, wenn das Urteil hinter seinem Antrag zurückbleibt.
Ist die Berufung begründet, entscheidet das Berufungsgericht über den Rechtsstreit gemäß § 538 Abs. 1 ZPO grundsätzlich selbst in der Sache. In Ausnahmefällen hebt es das Urteil des erstinstanzlichen Gerichts auf und weist es den Rechtsstreit gemäß § 538 Abs. 2 ZPO an dieses zurück.

#### Revision
Mit der Revision können gemäß § 542 ZPO Berufungsurteile vor dem Bundesgerichtshof angegriffen werden. Gemäß § 545 ZPO wird das Urteil im Revisionsverfahren ausschließlich auf Rechtsfehler hin geprüft, sodass eine Tatsachenüberprüfung anders als bei der Berufung nicht stattfindet.
Die Statthaftigkeit der Revision setzt voraus, dass das Berufungsgericht oder der Bundesgerichtshof auf Beschwerde gegen deren Nichtzulassung die Revision zulässt. Die Nichtzulassungsbeschwerde ist statthaft, wenn die Partei, die das Rechtsmittel einlegen will, mit einem Betrag von mehr als 20.000 Euro beschwert ist. Die Revision ist gemäß § 548, § 549 ZPO form- und fristgebunden und muss nach Maßgabe des § 551 ZPO begründet werden. Schließlich muss der Revisionsführer durch das angegriffene Urteil beschwert sein.
Ist die Revision begründet, verweist das Berufungsgericht den Rechtsstreit grundsätzlich an das Berufungsgericht zurück, das unter Berücksichtigung der Auffassung des Revisionsgerichts erneut über den Fall entscheidet. In Ausnahmefällen entscheidet es gemäß § 563 Abs. 3 ZPO selbst in der Sache.

#### Beschwerde
Revision und Berufung sind nur gegen Urteile statthaft und scheiden somit bei Entscheidung durch Beschluss aus. Beschlüsse können stattdessen mittels einer Beschwerde angegriffen werden. Die ZPO unterscheidet zwischen der sofortigen Beschwerde und der Rechtsbeschwerde.

##### Sofortige Beschwerde
Die sofortige Beschwerde ist gemäß § 567 ZPO statthaft, wenn das Gesetz dies vorgibt, so etwa in § 387 Abs. 3 ZPO für den Streit über ein Zeugnisverweigerungsrecht. Sie ist ebenfalls statthaft, wenn ohne mündliche Verhandlung ein das Verfahren betreffendes Gesuch zurückgewiesen wird, beispielsweise ein Ablehnungsgesuch nach § 42 ZPO.
Die sofortige Beschwerde muss mittels Beschwerdeschrift binnen einer Notfrist von zwei Wochen seit Zustellung, aber spätestens fünf Monate nach Verkündung der Entscheidung beim Ausgangs- oder Beschwerdegericht eingelegt werden (§ 569 ZPO). Sie soll nach § 571 ZPO begründet werden.
Das Ausgangsgericht hat zunächst die Möglichkeit, der Beschwerde abzuhelfen (§ 572 Abs. 1 ZPO). Tut es das nicht, wird die Sache dem Beschwerdegericht vorgelegt: Dieses verwirft die Beschwerde bei Unzulässigkeit oder weist sie bei Unbegründetheit zurück. Ist die Beschwerde begründet, kann das Beschwerdegericht entweder selbst entscheiden oder nach § 572 Abs. 3 ZPO dem Ausgangsgericht die Entscheidung überlassen.

##### Rechtsbeschwerde
Die Rechtsbeschwerde ist nach § 574 ZPO statthaft, wenn das Gesetz dies vorsieht, etwa bei Verwerfung der Berufung nach § 522 Abs. 1 Nr. 4 ZPO – stets ohne die Wertgrenze des § 26 Nr. 8 EGZPO – oder sie vom Gericht zugelassen wurde. Sie kann zugelassen werden, wenn die Voraussetzungen des § 574 Abs. 2 ZPO vorliegen. Das Beschwerdegericht ist an die Zulassung gebunden, es sei denn, die Rechtsbeschwerde ist schon kraft Gesetzes unstatthaft, etwa nach § 238 Abs. 3 ZPO, § 321a Abs. 4, S. 4 ZPO und § 522 Abs. 3 ZPO.
Die Rechtsbeschwerde ist binnen einer Notfrist von einem Monat seit Zustellung des angefochtenen Beschlusses beim Beschwerdegericht einzulegen und zu begründen (§ 575 ZPO).
Die Beschwerde wird bei Unzulässigkeit verworfen, bei Unbegründetheit zurückgewiesen. Sie ist begründet, wenn die angefochtene Entscheidung eine Gesetzesverletzung enthält und die Entscheidung darauf beruht. Aus § 577 Abs. 2, S. 1 ZPO folgt, dass auch im Rechtbeschwerdeverfahren das Verbot der reformatio in peius gilt.

#### Gehörsrüge
Die Gehörsrüge (auch: Anhörungsrüge) kann gemäß § 321a ZPO erhoben werden, um einen Verstoß gegen den Anspruch auf rechtliches Gehör aus Art. 103 Abs. 1 GG zu rügen. Ein beachtlicher Teil des Schrifttums will die Anhörungsrüge analog auf Fälle anwenden, in denen andere wesentliche Verfahrensgrundsätze verletzt worden sind.
Die Gehörsrüge hat weder Devolutiv- noch Suspensiveffekt. Sie dient der Verwirklichung des grundrechtsgleichen Rechts auf rechtliches Gehör (Art. 103 Absatz 1 GG) und muss vor Erhebung einer Verfassungsbeschwerde wegen eines Gehörsverstoßes eingelegt werden. Sie dient jedoch nicht dazu, eine unrichtige Rechtsauffassung des Gerichtes zu rügen, wenn das Gericht zuvor rechtliches Gehör gewährt hat und den Vortrag der Parteien bei der Entscheidung berücksichtigt hat. Dazu ist nur die Verfassungsbeschwerde statthaft.

### Rechtskraft
Gerichtliche Entscheidungen erwachsen in Rechtskraft. Man unterscheidet formelle und materielle Rechtskraft.

#### Formelle und materielle Rechtskraft
Formelle Rechtskraft erlangt ein Urteil gemäß § 705 S. 1 ZPO, sobald es nicht mehr durch ein Rechtsmittel oder einen Rechtsbehelf angefochten werden kann.
Materielle Rechtskraft (§ 322 Abs. 1 ZPO) meint nach der heute herrschenden prozessualen Rechtskrafttheorie, dass jeder künftige Richter inhaltlich an die im Urteil getroffenen Feststellungen gebunden ist. Umstritten ist innerhalb der prozessualen Rechtskraftlehre wiederum, ob lediglich später eine abweichende Entscheidung verboten ist (prozessuale Bindungslehre), oder ob zusätzlich eine erneute Verhandlung über denselben Streitgegenstand unzulässig ist (so die herrschende ne bis in idem-Lehre). Kaum noch vertreten wird die materiell-rechtliche Rechtskraftlehre, wonach das Urteil als Entstehens- und Erlöschensgrund die materielle Rechtslage gestaltet.

#### Objektive Grenzen der Rechtskraft
Die objektiven Grenzen der Rechtskraft werden in § 322 Abs. 1 ZPO beschrieben. Hiernach erwächst ein Urteil insoweit in Rechtskraft, wie es über den Streitgegenstand entscheidet.

#### Subjektive Grenzen der Rechtskraft
Wer die materielle Rechtskraft gegen sich gelten lassen muss, wird durch die subjektiven Grenzen der Rechtskraft bestimmt. Diese sind im Gesetz lediglich fragmentarisch geregelt.
Gemäß § 325 Abs. 1 ZPO wirkt das Urteil zunächst gegen die Parteien des Rechtsstreits sowie gegen deren Rechtsnachfolger und Besitzmittler. Gemäß § 325 Abs. 2 ZPO finden die Vorschriften des gutgläubigen Erwerbs entsprechende Anwendung. Nach herrschender Meinung bindet das Urteil den Rechtsnachfolger nicht, wenn er gutgläubig hinsichtlich des materiellrechtlichen Rechtsscheins und des Nichtvorliegens der Rechtshängigkeit ist.
Wird die streitbefangene Sache während des Prozesses veräußert, hat dies nach § 265 Abs. 2 S. 1 ZPO keinen Einfluss auf den Prozess. Die Partei prozessiert daher über das nunmehr fremde Recht in eigenem Namen als gesetzlicher Prozessstandschafter für den neuen Rechtsinhaber weiter. Veräußert der Beklagte die Sache, kann sein Rechtsnachfolger daher den Prozess nicht übernehmen und muss das Prozessergebnis gegen sich gelten lassen. Der Kläger kann im Anschluss durch Titelumschreibung nach § 727 ZPO gegen den Rechtsnachfolger vollstrecken. § 265 Abs. 2 ZPO gilt bei Veräußerung durch den Kläger nach herrschender Meinung mit einer Einschränkung: Er muss den Klageantrag auf Leistung an den Rechtsnachfolger umstellen; insoweit ist also die Veräußerung der streitbefangenen Sache relevant, weshalb man von der Relevanztheorie spricht. Eine Ausnahme gilt nach § 265 Abs. 3 ZPO, wenn der Kläger die streitbefangene Sache veräußert und die Rechtskraft des Urteiles nicht gegen den Rechtsnachfolger wirkt, § 325 ZPO: Der Beklagte kann dann einwenden, dass dem Kläger die Sachbefugnis fehlt.
Bei gewillkürter Prozessstandschaft wirkt die Rechtskraft des Urteils für und gegen den Rechtsinhaber. Bei gesetzlicher Prozessstandschaft unterscheidet die herrschende Meinung zwischen ausschließlicher und konkurrierender Prozessstandschaft: Im ersteren Fall kann der Rechtsinhaber sein Recht nicht selbst geltend machen, weshalb die Prozessstandschaft in seinem Interesse erfolgt, weswegen die Rechtskraft gegen ihn wirkt. Anders verhält es sich, wenn Prozessstandschafter und Rechtsinhaber das Recht geltend machen können, etwa in Fällen des § 432, § 1011 und § 2039 BGB.

#### Durchbrechungen der Rechtskraft
In wenigen Ausnahmefällen kann die Rechtskraft durchbrochen werden. Durch eine erfolgreiche Nichtigkeits- oder Restitutionsklage wird ein rechtskräftig abgeschlossenes Verfahren gemäß § 578 Abs. 1 ZPO zur Neuentscheidung wiederaufgenommen. Durch eine Abänderungsklage nach § 323 ZPO kann ein Urteil nachträglich geändert werden, wenn sich die Tatsachengrundlage nachträglich in erheblicher Weise ändert. Nach Ansicht der Rechtsprechung kann schließlich die Vollstreckung durch § 826 BGB verhindert werden, wenn sich der Kläger einen Titel in vorsätzlicher und sittenwidriger Weise erschleicht.

## Klauselverfahren
An das Erkenntnisverfahren schließt sich das Klauselverfahren an. Dieses dient der Vorbereitung der Zwangsvollstreckung. Um diese durchzuführen, benötigt der Gläubiger eine vollstreckbare Ausfertigung des Vollstreckungstitels. Diese wird ihm auf Antrag vom Prozessgericht im Rahmen des Klauselverfahrens erteilt wird.
Die ZPO sieht für das Klauselverfahren spezielle Rechtsbehelfe vor, etwa die Klauselerinnerung (§ 732 ZPO) und die Klauselgegenklage (§ 768 ZPO).

## Vollstreckungsverfahren
Hat der Kläger einen vollstreckbaren Titel gegen den Schuldner, kann er diesen im Vollstreckungsverfahren mithilfe staatlicher Organe durchsetzen lassen. Hierauf ist er wegen des staatlichen Gewaltmonopols angewiesen.

## Besondere Verfahren

### Mahnverfahren
Das Mahnverfahren (§ 688–§ 703d ZPO) dient der schnellen Erwirkung eines Vollstreckungstitels gegen den Schuldner einer bezifferten Geldforderung. Es wird gemäß § 690 ZPO durch einen Mahnantrag eingeleitet, in dem der Antragsteller Parteien, Gericht und verlangte Leistung angibt. Örtlich zuständig ist nach § 689 Abs. 2 S. 1 ZPO das Gericht am allgemeinen Gerichtsstand des Antragstellers. Nach § 689 Abs. 3 S. 1 ZPO sind die Landesregierungen jedoch zur Konzentration bei einem Amtsgericht ermächtigt.
Sind die formalen Voraussetzungen des § 690 ZPO erfüllt und liegen keine Hindernisse nach § 691 ZPO vor, ergeht gegen den Antragsgegner ein Mahnbescheid mit der Aufforderung, innerhalb von zwei Wochen zu zahlen oder Widerspruch zu erheben. Widerspricht dieser, kommt es gemäß § 696 ZPO zu einem streitigen Gerichtsverfahren. Auch wenn der Antragsgegner im streitigen Verfahren sofort anerkennt, kann ihm nach herrschender Meinung nicht mehr das Privileg des § 93 ZPO zugutekommen. Widerspricht der Antragsgegner nicht, ergeht ein Vollstreckungsbescheid, der nach § 794 Abs. 1 Nr. 4 ZPO Vollstreckungstitel ist. Da der Bescheid gemäß § 700 Abs. 1 ZPO einem Versäumnisurteil gleichsteht, ist dagegen jedoch der Einspruch nach § 338 ZPO zulässig.
Eine Besonderheit gilt, wenn der Beklagte, der Einspruch gegen den Vollstreckungsbescheid eingelegt hat, im Einspruchstermin säumig ist. Das Gericht wird in diesem Falle ein technisch zweites Versäumnisurteil erlassen. Dabei muss es gemäß § 700 Abs. 6 ZPO ausnahmsweise auch die Schlüssigkeit des geltend gemachten Anspruchs prüfen, da dies im Mahnverfahren bisher nicht geschah. Ausnahmsweise kann der Beklagte deshalb das technisch zweite Versäumnisurteil nun mit der Berufung angreifen und dies damit begründen, die Klage sei unschlüssig.
Erschleicht sich der Gläubiger bewusst einen unrichtigten Vollstreckungsbescheid und erscheint die Vollstreckung grob anstößig, steht dem Schuldner nach Ansicht des BGH aus § 826 BGB ein Anspruch auf Unterlassung der Zwangsvollstreckung zu.

### Vorläufiger Rechtsschutz
Die ZPO sieht mit dem Arrest und der einstweilige Verfügung (§ 916–§ 945 ZPO) zwei Eilverfahren vor, die der vorläufigen Regelung eines strittigen Rechtsverhältnisses dienen. Der Gläubiger kann diese Verfahren durchführen, wenn es ihm Antragsteller nicht zuzumuten ist, das Ergebnis eines regulären Klageverfahrens abzuwarten.

### Selbständiges Beweisverfahren
Mit einem selbständigen Beweisverfahren (§ 485–§ 494a ZPO) können Beweise gesichert werden, auch vor einem Rechtsstreit, wenn die Beweismittel verloren zu gehen drohen.

### Urkunden-, Wechsel- und Scheckprozess
Der Urkunden-, Wechsel- und Scheckprozess bringt Erleichterungen für den Kläger gegenüber dem allgemeinen Klageverfahren, wenn es zur Darlegung seines Anspruchs ausreicht, das jeweilige Schriftstück als Beweismittel vorzulegen. Im Urkundenprozess sind zudem die Verteidigungsmöglichkeiten des Beklagten auf solche Tatsachen beschränkt, die ihrerseits mit Urkunden bewiesen werden können.